# Megupsilon
Megupsilon aporus
Genre
Espèce
Statut de conservation UICN

 EX  : Éteint
Megupsilon est un genre de poissons monotypique : il ne regroupe qu'une seule espèce Megupsilon aporus, appartenant à la famille des Cyprinodontidae et l'ordre des Cyprinodontiformes.

## Statut UICN
Selon l'UICN l'espèce Megupsilon aporus, En Danger d'Extinction depuis 1986 est aujourd'hui Éteint à l'état sauvage.

## Liste des espèces
Selon Fishbase (28/04/2015) :
- Megupsilon aporus Miller & Walters, 1972